# Неусыпин, Константин Авенирович
 Константин Авенирович Неусыпин (род. 14 февраля 1960, Москва) — советский российский учёный, специалист в области интеллектуальных систем, обработки информации навигационных систем и комплексов летательных аппаратов. Лауреат Премии Правительства Российской Федерации в области образования (2014), лауреат Премии Правительства РФ в области науки и техники (2016).
Исследовал алгоритмы оценивания, управления, комплексирования и построения прогнозирующих моделей. Разработал критерии степени наблюдаемости, управляемости переменных состояния и степени идентифицируемости параметров моделей динамических систем.

## Биография
Родился 14 февраля 1960 года в городе Москве, д.т. н., профессор, профессор кафедры «Системы автоматического управления», руководитель научно-образовательного центра «Интеллектуальные системы», директор международной российско-китайской лаборатории «Интеллектуальные электромеханические системы».
- Выпускник МВТУ им. Н. Э. Баумана, 1983 г.

- С 1984 по 1986 гг. — очная аспирантура

- В 1987 г. присуждена ученая степень кандидата технических наук

- В 1987—1992 — научный сотрудник, старший научный сотрудник Московского института электроники и математики (МИЭМ)

- 1992—1995 — докторант МИЭМ

- 1996 — присуждена ученая степень доктора технических наук

- С 1996 г. — профессор МГТУ им. Н. Э. Баумана

- В 1999 г. присуждено учение звание профессор

- С 2012 г. — руководитель НОЦ «Интеллектуальные системы» МГТУ им. Н. Э. Баумана, в 2013 г. Неусыпин К. А. совместно с Нанкинским университетом науки и технологий (NJUST) организовал международную российско-китайскую лабораторию «Интеллектуальные электромеханические системы»
- C 2020 г. — заведующий кафедрой «Системы автоматического управления» МГТУ им Н. Э. Баумана

В качестве приглашённого профессора читал лекции в университетах различных стран, в частности КНР (Бэйханский университет (BUAA), Академия космонавтики, Пекинский политехнический университет (BIT), Нанкинский университет науки и технологий (NJUST)), Вьетнам (Вьетнамский государственный технический университет имени Ле Куй Дона).
Лаборатория «Интеллектуальные электромеханические системы» реализует международные образовательные и научные проекты в МГТУ, Пекинском политехническом университете (BIT), Нанкинском университете науки и технологий (NJUST), международные конференции, Международный научно-образовательный Проект 111 (КНР).
Более 20 лет является членом трех диссертационных советов. Председатель программного комитета международного симпозиума «Современные аспекты фундаментальных наук», руководитель международной конференции ICIPCE, индексированной в базе Scopus.

## Избранные[кем?]работы
Имеет более 300 публикаций, среди которых 21 монография, в том числе 2 монографии изданы за рубежом, 15 учебных пособий, 11 авторских свидетельств на изобретения и патентов РФ.
Входит в топ 100 самых продуктивных и цитируемых российских ученых по направлениям «космические исследования» и «автоматика, вычислительная техника».
- Неусыпин К. А., Логинова И. В. Вопросы теории и реализации интеллектуальных систем. М.: Сигналъ МПУ, 1999.
- Неусыпин К. А., Неусыпин А. К. Системы управления космическими летательными аппаратами. М.: Изд. МГОУ, 2004.
- Неусыпин К. А. Современные системы и методы наведения, навигации и управления летательными аппаратами. М.: Изд-во МГОУ, 2009.
- Ke Fang, Neusipin K. A. Algorithms in intelligent control systems of aerocrafts. China, Chendu: Sichuan University Press, 2011.
- Неусыпин К. А., Фам Суан Фанг. Алгоритмические методы повышения точности навигационных систем летательных аппаратов. Ханой, Изд. «Мир», 2009.
- Neusypin K.A., Proletarsky A.V., Shen Kai, et al. Aircraft self-organization algorithm with redundant trend // Journal of Nanjing University of Science and Technology. 2014. No. 5. P. 602—607.
- Shakhtarin B.I., Shen Kai, Neusypin K.A. Modification of the Nonlinear Kalman Filter in a Correction Scheme of Aircraft Navigation Systems // Journal of Communications Technology and Electronics. 2016. Vol. 61, No. 11. P. 1252—1258.
- Шэнь Кай, Неусыпин К. А. Исследование критериев степеней наблюдаемости, управляемости и идентифицируемости линейных динамических систем // Мехатроника, автоматизация, управление. 2016. № 11. C. 723—731.

## Награды, премии, почётные звания
- Победитель конкурса МГТУ «Лучший преподаватель» в 2000 г.;
- Памятная медаль «Патриот России»;
- Лауреат Премии Правительства РФ в области образования в 2014 г.;
- Лауреат Премии Правительства РФ в области науки и техники в 2016 г.
- Почетный работник сферы образования РФ 2021 г.